# 南宋皇朝
《南宋皇朝》是一部未拍摄的四十集电视连续剧，被列为浙江省杭州市委宣传部五个一工程，其原因可能是出于历史修正主义而重新定义民族英雄。

## 剧中争议内容
在剧中岳飞被抹黑成一个私心很重将北伐大业看作为自己谋求个人地位的小人，而高度美化秦桧是一位识大体顾大局认识到南宋将亡而顺应历史潮流的忠臣。

## 回应及事实
中共杭州市委宣传部后明确表示：四十集历史电视连续剧《南宋皇朝》并未拍摄。事实上，目前仅有文学本（剧本）出现。而各家转载网站也通常是以博客形式或个人评论形式表明，《南宋皇朝》拍摄完成是“某网站透露”的消息来源。